# Voskhod (espaçonave)

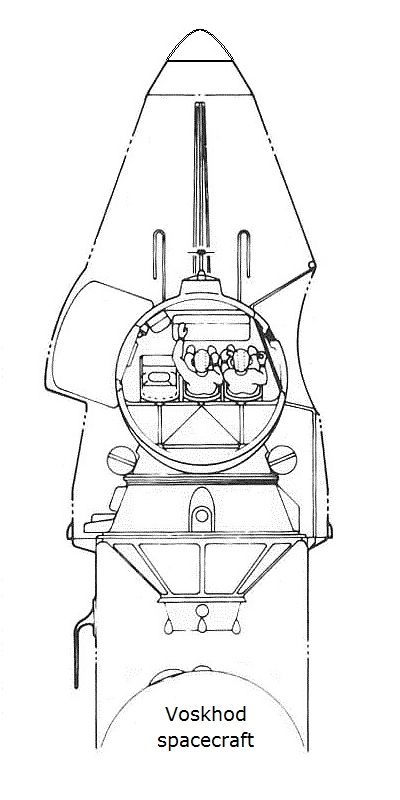
Visão em corte da espaçonave Voskhod.

A espaçonave Voskhod em russo Восход que significa Amanhecer, ou Alvorada, foi um tipo de espaçonave 
construída pela União Soviética, como parte do Programa Voskhod. 
Ela foi desenvolvida como uma sequencia evolutiva natural da Vostok. Elas foram usadas em apenas dois voos, e logo substituídas 
pela espaçonave Soyuz. 
A espaçonave Voskhod consistia de um módulo de descida esférico (com 2,3 m de diâmetro), que acomodava os astronautas e os instrumentos, e um módulo de 
controle cônico (pesando 2,27 toneladas, medindo 2,25 de altura por 2,43 de largura), contendo o combustível e os motores de controle de atitude em voo.
Voos realizados
- Voskhod 1 - primeiro voo com mais de um cosmonauta (tripulação de três cosmonautas)
- Voskhod 2 - primeiro passeio espacial (tripulação de dois cosmonautas)